# ها هو اليتيم بعين الله
ما رآه ذلك اليتيم أو ها هو اليتيم بعين الله (الفارسية: آنک آن یتیم نظر کرده) هي رواية للكاتب الإيراني محمد رضا سرشار عن حياة النبي محمد. وقد نال كتاب "ما رآه ذلك اليتيم" العديد من الجوائز وأعيد طبعه مرات عديدة في إيران؛ وحظي بإشادة الحكومة الإيرانية. جاءت فكرة كتابة الرواية إلى سرشار في عام 1980 لأنه كان يعتقد أنه لا توجد قصص حياة قيمة عن النبي محمد متاحة ومناسبة للمراهقين.

## السرد
الجزء الأول من قصة ما رآه ذلك اليتيم يبدأ برؤيا عبد المطلب التي أُمر فيها بحفر بئر زمزم. يجد مكانًا للحفر قرب مكة. وقد عارضت قريش حفر البئر وطلبوا من عبد المطلب ألا يفعل ذلك. وبعد جدال معه، وافقوا على زيارة الكاهن وقبول حكمه. ويتوجه بعض قريش إلى موضع الراهب مع عبد المطلب. فأضاعوا الطريق، وواجهوا موقفًا صعبًا، فتركوا عبد المطلب يحفر البئر. عبد المطلب يجد كنزًا أثناء حفر البئر. تعتقد قبيلة قريش أن الكنز ملك لهم جميعًا، ولذلك قرروا تقسيم الكنز بالتساوي بين كل فرد.
كان عبد المطلب يتمنى أن يكون له أبناء كثيرون ليحمي نفسه من الغزوات. وعندما يتحقق حلمه، يقرر التضحية بأحد أبنائه بناءً على عهده مع الله. أعز أبنائه هو عبد الله فاختاره بالصدفة للتضحية. عندما حاول التضحية بابنه منعوه ونصحوه بزيارة كاهنة كشخص محايد وقبول حكمها.
تطلب منهم الكاهنة اختيار الذبيحة بين عبد الله وعدد معين من الإبل بالصدفة وزيادة عدد الإبل بعشرة إذا اختير عبد الله أولًا. وأخبرته الكاهنة بأن يكرر هذا حتى تُختار الجمال. يتصرف عبد المطلب بناء على توصية الكاهنة ويقتل في النهاية 300 جمل ليفدي به عبد الله. يتزوج عبد الله امرأة وتنجب له ولدًا اسمه محمد. ويتجه نحو الشام فيمرض ويموت قرب يثرب.
يحاول الكتاب سرد القصة بأسلوب روائي مٌشوق للشباب، ويتطرق لقصص مُستندًا على السير النبوية، مثل سيرة ابن إسحاق؛ ويتطرق جُزافًا لقصة معاهدة إيلاف قريش التي أسنَّها جد النبي هاشم ليُحول مكة من قرية بسيطة إلى محطة تجارية مهمة ووفاته في غزة بفلسطين، وقصة شعب أبي طالب واستسقائه بالنبي محمد؛ وغيرهم.

## الصدور
ترجم جيمس سي كلارك الكتاب إلى الإنجليزية. وقد نُشر الكتاب أيضًا باللغات الأردية والعربية والتركية. أُعيد طباعة الطبعة الثامنة في أيار 2013.

## طالع أيضًا
- حرب امرأة واحدة: دا (الأم)
- نور الدين بن إيران
- الحظ المروي بالدم
- رحلة نحو 270 درجة
- بابا نزار (كتاب)